# Bastion Onversaegt

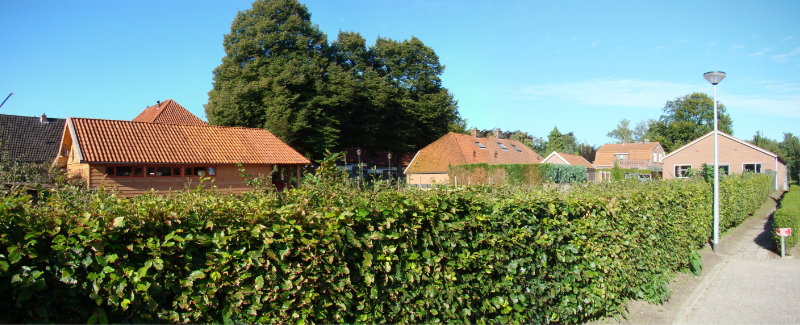
Courtine Izerman Bredevoort

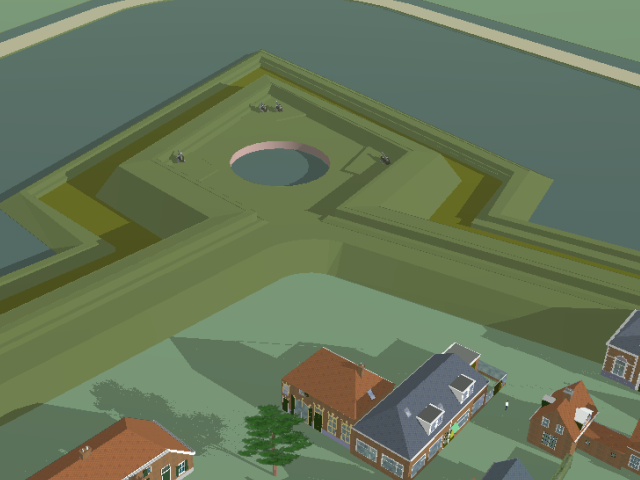
Reconstructie bastion Onversaegt Bredevoort

Bastion Onversaegt (Izerman in de volksmond) was een van de zes bastions van Bredevoort. Het lag ten noordoosten van Bredevoort, ter hoogte van school t Kleuterbastion aan de Izermanstraat en maakte deel uit van de Vestingwerken van Bredevoort.

## Geschiedenis
Op het terrein van 't Kleuterbastion en het naastgelegen voetbalveld lag het acht meter hoge volle bastion, voorzien van drie katten in iedere hoek. Het terreplein was toegankelijk middels oprillen vanaf de Hozenstraat, en mogelijk via 't Zand.

## Reconstructie
Op de afbeelding een weergave van een reconstructie van bastion Onversaegt. Zichtbaar is gemaakt de ligging ten opzichte van de huizen die er tegenwoordig staan, links het Breede Huus, rechts een hoek van het Meestershuus. Op een sommige kaarten lijkt het alsof dit bastion was voorzien van een waterreservoir. Zeker is dit niet, omdat veel Bredevoortse huizen eigen waterputten hebben of hadden. De punt van dit bastion lag ongeveer op de middenstip van het voetbalveld. De flankerende straten naast het Kleuterbastion liggen parallel met de vorm van het bastion. De ligging van de courtine tussen de school en het Breede Huus is tegenwoordig nog goed zichtbaar aan de heg. Deze courtine verbond dit bastion met het naastgelegen Bastion Treurniet. De omtrekken van de gedempte gracht zijn op luchtfoto's nog altijd goed zichtbaar, restanten van deze singel zijn nog altijd aanwezig.
Aalterpoort · Misterpoort · Onversaegt · Orange · Ossenkop · Treurniet · Stoltenborg · Vreesniet · Welgemoed · Grote Gracht · Kleine Gracht